# Thyborøn Kanal
Thyborøn Kanal er Limfjordens forbindelse til Vesterhavet mellem Agger Tange og Harboøre Tange. Den er ca. 1 kilometer bred og 3 km lang. Den har navn efter havnebyen Thyborøn på Harboøre Tanges nordende.
Der er færgeforbindelse over kanalen.

## Historie
Tangen var oprindelig sammenhængende, med undtagelsesvise gennembrydninger, der lukkede sig igen, indtil Aggerkanalen opstod ved stormfloden den 3. februar 1825. 
Thyborøn Kanalen, eller sundet opstod 1863 efter en stormflod 1862, der en tid satte hele Agger-tangen under vand; men som endte med at efterlade to nye indløb henholdsvis nord og syd for den da næsten helt tilsandede Aggerkanal. Af disse har det sydlige holdt sig, medens det andet igen fyldtes. Det fra begyndelsen meget smalle løb udvidedes efterhånden, så at det kunne besejles og afløse den nu helt tilsandede Aggerkanal. På denne måde fremstod den nuværende Thyborøn Kanal, og 1868 besejledes den allerede af 288 skibe. Uden for kanalen ligger imidlertid en revle, på hvilken der indtil 1892 kun var 2,2 m vand, men over denne dannedes ved sandpumpning efterhånden et løb med 3,8 m vanddybde. Fra  1875 til 1933 blev der  etableret høfder som senere blev udbygget til havmoler.
I  1946 vedtog Rigsdagen den såkaldte Thyborønlov, der handlede om at etablere  en sluse for at regulere vandstanden i Limfjorden og  sikre tangerne,  havn og kanal mod stormflod og oversvømmelse. Arbejdet med etablering af slusen blev standset i 1954  pga. besparelser, og man overvejede  om det var nødvendigt at lukke kanalen. Projektet blev endeligt opgivet da Thyborønloven blev  ophævet i 1970.
- Indsejlingen ved Nordsøen set fra sydøst
- Thyborøn Havn set fra Agger Tange
- Ydersiden af Thyborøn Havn set fra færgen
- Færgelejet i Thyborøn
- Færgelejet på Agger Tange
- Thyborøn-Agger-færgen